# مناقشه آفرینش–فرگشت

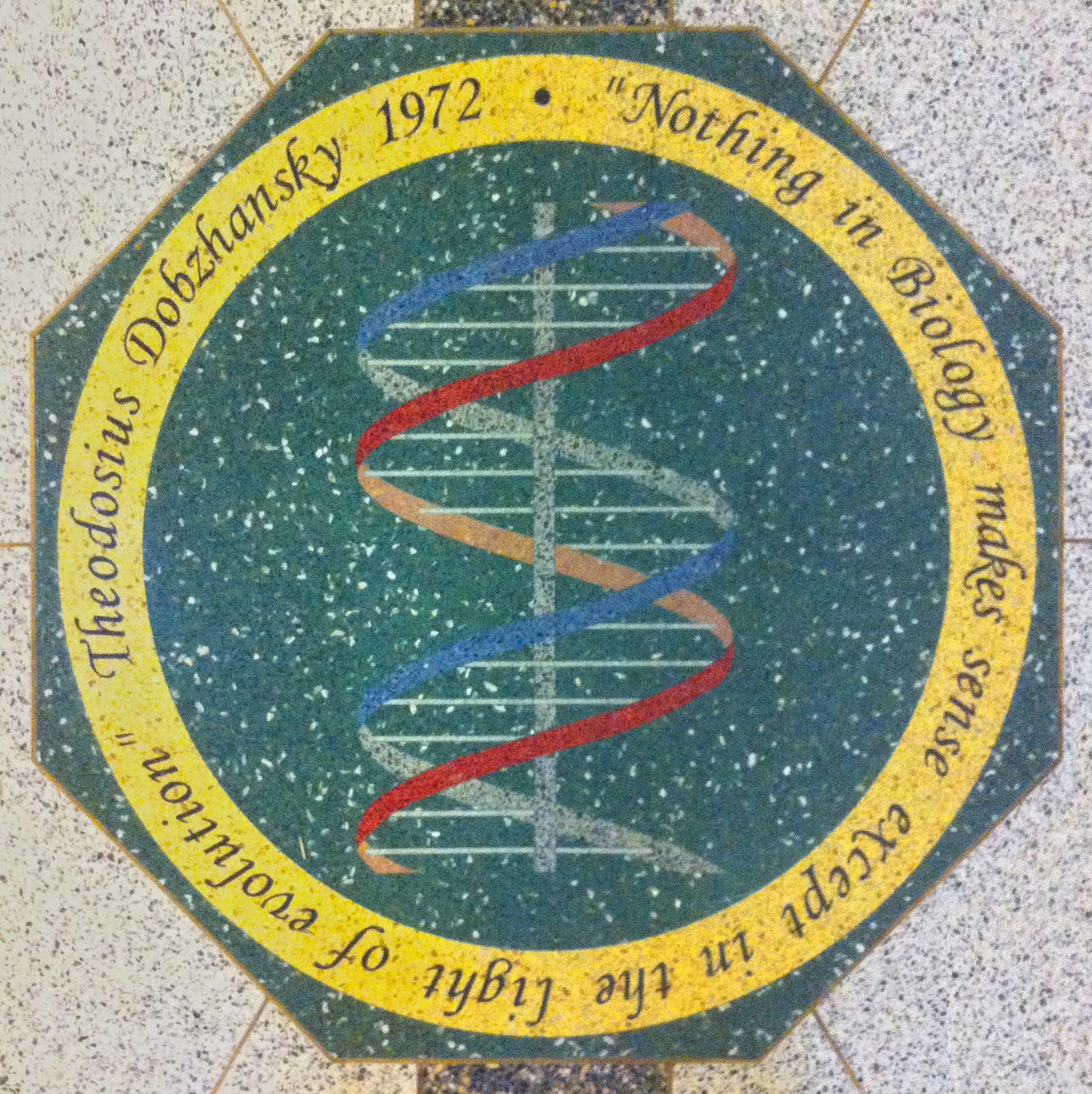
مدال موزائیکی در کف سالن جوردن دانشگاه نوتردام

مناقشه آفرینش–فرگشت (همچنین گفتمان آفرینش در برابر فرگشت یا گفتمان خاستگاه‌ها) به مجادله‌هایی فرهنگی، سیاسی و مذهبی می‌پردازد که عموماً حول مسئلهٔ منشأ حیات و مقابله با پذیرش نسب مشترک انسان با جانداران دیگر جریان دارند. می‌توان از چارلز داروین به عنوان یکی از تأثیر گذارترین و مهم‌ترین اشخاص در طی این مناقشه نام برد که نظریه تکامل (فرگشت) را مطرح کرد.

## تاریخچه
مناقشه آفرینش–فرگشت، در اروپا و آمریکای شمالی، در اواخر قرن ۱۸ میلادی، آغاز شد، هنگامی که تفاسیر جدید از مدارک زمین‌شناختی منجر به نظریه‌های مختلفی از یک زمین کهن‌سال گشت، و یافته‌هایی از انقراض‌ها که در قالب توالی زمین‌شناختی سنگواره نشان داده شد، تفکرات اولیه فرگشت را برمی‌انگیخت [یا جرقه می‌زد]، به‌طور برجسته تفکر لامارکیسم. در انگلستان، در ابتدا این ایده‌های تغییرات پیوسته تهدیدی برای نظم اجتماعی «فیکس‌شده» به‌شمار می‌رفت، هم کلیسا و هم حاکمیت به دنبال خواباندن و واپس‌راندن آن ایده‌ها بودند.